# 효빈 김씨
효빈 김씨(孝嬪 金氏, ? ~ 1454년 4월 2일(음력 2월 26일)) 또는 효순궁주(孝順宮主)는 조선 태종의 후궁이자 경녕군의 생모이다.

## 생애
태종의 진술에 따르면 효빈 김씨는 원경왕후의 가비(家婢)이며, 오빠로는 화상(和尙)이 있다.
제2차 왕자의 난 당시 정안공(태종)의 말이 정안공을 태우지 않은 채 홀로 돌아오자, 부인 민씨(원경왕후)는 정안공이 패배했다고 생각하여 자결하려 했지만, 김씨를 비롯한 시녀들이 민씨를 말렸다고 실록에는 전한다.
1402년 음력 12월 13일, 태종의 서장자인 경녕군(敬寧君) 이비(李裶)를 낳았다. 효순궁주가 경녕군을 낳을 당시 (태종의 진술에 따르면) 원경왕후와 그 형제들이 핍박해 사지로 몰아간 일이 있었는데, 훗날 태종은 원경왕후의 동생인 민무휼과 민무회를 숙청하는 과정에서 '경녕군 모자(母子)의 목숨을 위태롭게 한 죄'를 물어 추국했다.
1454년(단종 2년) 음력 2월 26일에 사망하니 단종이 쌀, 콩, 곡식 20석, 종이 80권, 정포 20필, 관 등을 부조했다.
조선왕조실록 상에는 품계를 받은 기록 없이 단지 경녕군의 생모 '김씨'라고만 기록되어 있으나, 1872년(고종 9년), 정1품 효빈(孝嬪)으로 추증되었다. 경기도 구리시 아차산 기슭에 묻혔다.

## 가족 관계
- 남편 : 태종(太宗, 1367~1422)
  - 아들 : 경녕군 비(敬寧君 裶, 1394년12월13일~1458)
  - 며느리 : 청원부부인 청풍 김씨(淸原府夫人 淸風 金氏, 생몰년 미상)[6]
    - 손자 : 고양군 질(高陽君 秩, ?~1449년3월13일)
    - 손자 : 은천군 찬(銀川君 穳, 1421~1481)
    - 손자 : 오성군 치(梧城君, 생몰년 미상)
    - 손자 : 영선도정 리(永善都正 利, 생몰년 미상)

  - 며느리 : 군부인 개성부 마씨(郡夫人 開城府 馬氏, 생몰년 미상)
    - 손자 : 모양군 직(牟陽君 稷, 1438~1511)

  - 며느리 : 군부인 전주 최씨(郡夫人 全州 崔氏, 생몰년 미상)
    - 손자 : 단산도정 수(丹山都正 穗, 1444~미상)

## 효빈 김씨가 등장하는작품

### 드라마
- 《용의 눈물》(KBS, 1996~1997, 배우:김혜리)
- 《대왕 세종》(KBS, 2008, 배우:김성령)
- 《태종 이방원》(KBS, 2021~2022, 배우:이주은)
- 《원경》(tvN, 2025, 배우:이시아)

## 참고 자료
효빈 김씨 - 한국학중앙연구원